# Udranomia
Udranomia là một chi bướm ngày thuộc họ Bướm nâu.